# Magnolia angatensis
Magnolia angatensis este o specie de plante din genul Magnolia, familia Magnoliaceae, descrisă de Francisco Manuel Blanco. Conform Catalogue of Life specia Magnolia angatensis nu are subspecii cunoscute.